# 根瑟恩多夫
根瑟恩多夫（德語：Gänserndorf，德語發音：[ˈɡɛnzɐnˌdɔʁf] ⓘ）是奧地利下奧地利州的市镇，位於該國東北部，距離首都維也納20公里，面積30.56平方公里，海拔高度167米，2012年人口10,457。

## 外部連結
- Official Gänserndorf Homepage （页面存档备份，存于）
- Information about Gänserndorf （页面存档备份，存于）

1. ↑  . 奧地利統計局.   [2019年3月9日].